# Gennaro Mondaini
Gennaro Mondaini (Venezia, 6 febbraio 1874 – Roma, 2 febbraio 1948) è stato uno storico, economista e docente italiano.

## Biografia

### Infanzia, formazione e primi anni
Gennaro Mondaini nacque a Venezia il 6 febbraio 1874, figlio di Fulvio, ferroviere, e Felicita Piasentin. Studiò presso il liceo Foscarini di Venezia prima di trasferirsi all'Istituto di Studi Superiori di Firenze. Durante il suo soggiorno fiorentino, Mondaini entrò in contatto con figure di spicco come Cesare Battisti, Gaetano Salvemini e i fratelli Mondolfo, con i quali condivise ideali socialisti.
Nel 1895, Mondaini si laureò con una tesi su Giovanni Fabbroni, contribuendo alla storia dell'economia politica in Toscana. Due anni dopo, ottenne una laurea in storia moderna presso l'Istituto fiorentino, discutendo una tesi sulla "questione dei negri" nella storia e nella società nordamericana, che fu pubblicata nel 1898 con una prefazione di Enrico Morselli. Grazie a una borsa di studio per il perfezionamento all'estero, Mondaini trascorse il periodo 1897-1898 a Lipsia e Berlino, studiando sotto la guida di noti accademici come Paul Barth, Karl Lamprecht e Friedrich Ratzel. In questo periodo, sviluppò un interesse per l'antropogeografia, ritenendo fondamentale una base storico-geografica per lo studio delle relazioni tra i popoli.

### Carriera accademica e impegno politico
Dopo il suo rientro in Italia, Mondaini iniziò a insegnare nel 1898 come supplente presso il ginnasio di Urbino e poi al liceo di Potenza. Durante questi anni, collaborò con importanti personalità come Pasquale Villari e Gaetano Salvemini, contribuendo al rinnovamento della Società Dante Alighieri e partecipando attivamente alla Federazione Nazionale Insegnanti Scuola Media (FNISM). Nel 1904, Mondaini pubblicò il volume Le origini degli Stati Uniti d'America, esaltando gli Stati Uniti come un laboratorio sociale e una vera democrazia. L'anno successivo, ottenne l'abilitazione alla libera docenza in storia coloniale, che professò presso le Università di Padova e Pavia. Fu tra i fondatori del Regio Istituto Coloniale Italiano e diresse la Rivista coloniale dal 1907 al 1910.
Nel novembre 1907, Mondaini vinse il concorso per la cattedra di storia moderna e contemporanea e di storia del commercio presso il Regio Istituto Superiore di Studi Commerciali, Coloniali ed Attuariali di Roma. Continuò la sua carriera accademica anche dopo la trasformazione dell'Istituto in Facoltà, insegnando storia economica.

### Impegno nel dibattito coloniale e attività politica
Mondaini fu un attivo sostenitore del colonialismo, affermando che l'espansione coloniale era compatibile con il socialismo, come esposto nella sua prolusione del 1911 su Politica coloniale e socialismo. Nel 1912, si unì al Partito Socialista Riformista Italiano (PSRI), dove continuò a sostenere il colonialismo come strumento di progresso sociale.
Durante la Prima Guerra Mondiale, Mondaini appoggiò la causa interventista e fu tra i fondatori della Nuova Rivista Storica. Collaborò con diverse pubblicazioni, criticando la cristallizzazione dottrinaria del socialismo italiano e promuovendo una rifusione delle energie materiali e morali nel dopoguerra.
Nel dopoguerra, Mondaini continuò a pubblicare importanti lavori sul colonialismo, tra cui il Manuale di storia e legislazione coloniale del Regno d'Italia, che gli valse il premio nazionale dei Lincei. Nonostante la sua adesione al regime fascista, mantenne un interesse critico verso la politica coloniale, pubblicando numerosi articoli e saggi sull'argomento.

### Ultimi anni e contributi postbellici
Negli anni successivi alla guerra, Mondaini si ritirò temporaneamente dall'insegnamento, ma fu richiamato in servizio su sollecitazione del preside di facoltà. Continuò a sostenere la causa coloniale anche nel contesto postbellico, partecipando a convegni e pubblicando articoli su questioni economiche e storiche.
Mondaini morì a Roma il 2 febbraio 1948. Le sue opere continuano a essere un punto di riferimento nello studio del colonialismo italiano e della storia economica.

## Opere
- Le origini degli Stati Uniti d'America, Milano, 1904.
- Manuale di storia e legislazione coloniale del Regno d’Italia, Roma, 1924-1927.
- Moneta, credito, banche attraverso i secoli, Roma, 1940.
- La legislazione coloniale italiana nel suo sviluppo storico e nel suo stato attuale 1881-1940, Milano, 1941.
- L’assetto coloniale del mondo dopo la guerra, Rocca San Casciano, 1921.